# Alaric at Rome

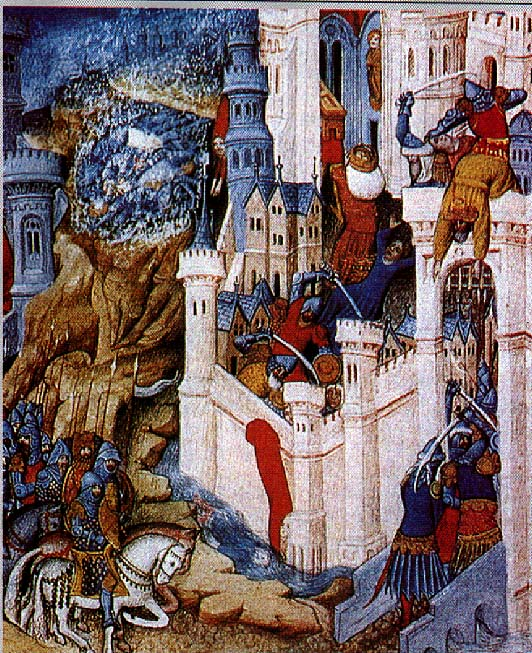
Atak Alaryka na Rzym

Alaric at Rome – poemat epicki dziewiętnastowiecznego angielskiego poety Matthew Arnolda, opublikowany w 1840. Poeta miał wtedy osiemnaście lat i chodził do Rugby School. Za omawiany utwór otrzymał nagrodę. Utwór jest napisany sekstyną, czyli strofą sześciowersową rymowaną ababcc. Wersy są jambiczne pięciostopowe (dziesięciozgłoskowe). Bohaterem utworu jest król Wizygotów Alaryk, który w 410 zdobył i doszczętnie złupił Rzym, przyczyniając się w ten sposób do upadku cesarstwa jeszcze w tym samym wieku.

Unwelcome shroud of the forgotten dead,
Oblivion’s dreary fountain, where art thou:
Why speed’st thou not thy deathlike wave to shed
O’er humbled pride, and self-reproaching woe:
Or time’s stern hand, why blots it not away
The saddening tale that tells of sorrow and decay?